# Max Emanuel da Baviera
Max Emanuel Luís Maria Príncipe da Baviera (em alemão: Max Emanuel Ludwig Maria Prinz von Bayern; Munique, 21 de janeiro de 1937) é o herdeiro presuntivo da extinta casa real bávara. É também considerado pelos jacobitistas como o primeiro na linha de sucessão ao trono britânico.
Ele é o bisneto do último rei da Baviera , Luís III da Baviera, que foi deposto em 1918

## Biografía, Casamento e Descendência
Max Emanuel é o filho mais novo de Alberto, duque da Baviera e da sua primeira esposa a condessa Maria Fransisca Draskovich de Trakostjan. Em 10 de janeiro de 1967, ele desposou em uma cerimônia civil a condessa sueca Isabel Douglas, filha do conde Carl Ludwig Douglas (que foi embaixador sueco no Brasil). No dia 24 de janeiro do mesmo ano, os noivos receberam o sacramento do matrimônio na Igreja Católica. Eles tiveram cinco filhas; 
- Duquesa Sofia Isabel María Gabriela na Baviera (Munique, 28 de outubro de 1967). Ela se casou com Aloísio, príncipe herdeiro de Liechtenstein . Eles têm quatro filhos:
  - Príncipe José Wenceslas Maximiliano Maria do Liechtenstein (Londres, 24 de maio de 1995).
  - Princesa Maria-Carolina Elizabeth Imaculado de Liechtenstein (Grabs, St. Gallen, 17 de outubro de 1996).
  - Príncipe Jorge Antonio Constantino María de Liechtenstein (Grabs, 20 de abril de 1999).
  - Príncipe Nicolau Sebastião Alexandro María de Liechtenstein (Grabs, 6 de dezembro de 2000).

- Duquesa María Carolina Edivigis Leonor na Baviera (Munique, 23 de junho de 1969). Ela se casou com o duque Philippe de Württemberg (filho do duque Charles de Württemberg e da princesa Diana de Orléans), em uma cerimônia civil em Altshausen e em uma cerimônia religiosa em 27 de de Julho de , de 1991 em Tegernsee . Eles têm quatro filhos:
  - Duquesa Sofía Anastasia Asunta María Paulina de Württemberg (Munique, 15 de janeiro de 1994).
  - Duquesa Paulina Felipa Adelaida Elena María de Württemberg (Londres, 15 de ? de 1997).
  - Duke Carlos Teodoro Felipe María Maximiliano Manuel de Württemberg (Londres, 15 de junho de 1999).
  - Duquesa Ana Maximiliana Isabel Mariela Maria de Württemberg (Londres, 1 de Fevereiro de 2007).

- Duquesa Hlena Eugenia María Donata Matilde, na Baviera (Munique, 6 de maio de 1972). Continue solteira.

- Duquesa Elisabeth María Cristina Francisca na Baviera (Munique, 4 de outubro de 1973). Ela se casou com Daniel Terberger (1 de junho de 1967 ), em 25 de Setembro de 2004. Eles têm dois filhos:
  - Maximiliano Luis Terberger (Bielefeld, 30 de agosto de 2005).
  - Ottora Isabel Victoria Lucía Terberger (Bielefeld, 13 de dezembro de 2007).

- Duquesa María Ana Enriqueta Gabriela Julia na Baviera (Munique, 7 de maio de 1975). Casou-se o 8 de setembro de 2007 com Nicolas Runow (3 de julho de 1964), como banqueiro de investimento.[2] Divorciado no início de 2015 . Casou-se em segundas núpcias a 16 de outubro de 2015 com o Barão Andrés de Maltzahn (nascido em 1964). Ela tem dois filhos do primeiro casamento:
  - Enrique María Leopoldo Maximiliano Runow (Munique, 3 de maio de 2010).
  - Juan Manuel Felipe María Runow (Munique, 23 de março de 2012).